# Razarači klase Kara
Razarači klase Kara je klasa Sovjetskih protupodmorničkih brodova izgrađenih tijekom 1970-ih. Iako je klasa nastala na osnovama krstarica klase Kresta II sovjetska ih je ratna mornarica klasificirala kao protupodmorničke razarače.

## Razvoj

### Zahtjevi
Do početka šezdesetih godina prošlog stoljeća sovjetska se ratna mornarica definitivno riješila pritiska politike koja je tijekom pedesetih dovela do nekoliko promašenih projekata. Promijenili su se i prioriteti djelovanja jer glavni ciljevi više nisu bili američki nosači zrakoplova već znatno opasnije podmornice s nuklearnim pogonom naoružane balističkim projektilima opremljenim nuklearnim bojnim glavama. Početkom šezdesetih godina prošlog stoljeća uz naglo jačajuću flotu američkih balističkih podmornica na gradnju svojih nuklearnih podmornica s balističkim projektilima odlučile su se i Francuska i Velika Britanija. U takvim uvjetima Sovjetski Savez, koji se nije mogao osloniti na pomorske snage svojih europskih "savezničkih" država, morao je nastaviti skupo jačanje svojih protupodmorničkih snaga sposobnih za djelovanje na oceanima.

### Početak razvoja
Nakon što su se krstarice Kresta II pokazale uporabljivim ratnim brodovima odlučeno je da se na njihovim osnovama, bez većeg eksperimentiranja, razvije nova klasa velikih protupodmorničkih brodova naoružanih istim borbenim sustavima. Kako bi se osigurala veća uporabljivost na nemirnim vodama oceana odlučeno je da novi brodovi dobiju veću istisninu i novi pogonski sustav. Tako su nastali ratni brodovi klase Kara (Projekt 1134BF). Zanimljivo je da, iako su brodovi te klase bili osjetno veći od krstarica klase Kresta II, sovjetska ih je ratna mornarica označila kao "boljšoj protivlodočniji korabl" - veliki protupodmornički brod, ili drugim riječima razarač namijenjen protupodmorničkoj borbi.
 Nova klasifikacija dobila je smisao porinućem protupodmorničke krstarice Moskva koja je bila dva puta veća od krstarica klase Kara. Otprilike deset godina kasnije sovjetska će ratna mornarica porinuti i svoj prvi krstaš Kirov, te nekoliko godina kasnije i veliku krstaricu Slava. U vrijeme porinuća prvog razarača klase Kara o tim se planovima znalo vrlo malo, gotovo ništa, te je označavanje brodova klase Kara kao razarača bilo veliko iznenađenje. Stoga su u zapadnoj stručnoj literaturi brodovi klase Kara prvobitno označeni kao krstarice, što se zadržalo do danas.

### Izgradnja i ulazak u službu
S obzirom na to da su razarači klase Kara projektirani na osnovama uspješne klase Kresta II očekivalo se da će nova unaprjeđenja samo poboljšati njihova svojstva. Kobilica za prvi razarač Nikolajev postavljena je 25. lipnja 1968. u Komuni 61 (Nikolajevo sjeverno brodogradilište br. 445) u Ukrajini. U istom će brodogradilištu izgraditi i ostalih šest razarača te klase. Nikolajev je porinut 19. prosinca 1969., a u operativnu je uporabu uveden nakon dugog opremanja 31. prosinca 1971. te je dodijeljen Crnomorskoj floti.

Tijekom 1983. prebačen je u Pacifičku flotu. U srpnju 1986. sudario se sa Stroigom, ali su oštećenja popravljena. Iz flotnog je popisa izbrisan 29. listopada 1992. te je dan ukrajinskoj ratnoj mornarici, koja se nije njime operativno koristila već ga je 1994. prodala u indijsko rezalište.
Kobilica za razarač Očakov postavljena je 19. prosinca 1969., isti dan kad je porinut Nikolajev. Očakov je porinut 30. travnja 1971., a u operativnu je uporabu primljen 4. studenog 1973. u sastavu Pacifičke flote. Od 1980. do 1984. prošao je kroz veliki remont, da bi ga 1999. prebacili u pričuvu, te je u međuvremenu izbrisan iz flotne liste. Gradnja razarača Kerč počela je 30. travnja 1971. na istom navozu gdje su izgrađeni Nikolajev i Očakov. Kerč je porinut 2. srpnja 1972., te je u operativnu uporabu ušao 26. prosinca 1974. u sastavu Crnomorske flote. Kako je tijekom 1998. i 1999. prošao veliki remont i modernizaciju, jedini je razarač klase Kara koji se još uvijek nalazi u operativnoj uporabi. Na dan porinuća Kerča postavljena je kobilica za razarač Azov koji je porinut 14. rujna 1973. U operativnu je uporabu ušao 25. prosinca 1975., a u sastav Crnomorske flote službeno je ušao 19. veljače 1976. Već 1977. vraćen je u brodogradilište kako bi mu se uklonio krmeni lanser protuzračnog sustava 4K60 Štorm i na njegovo mjesto postavilo šest četverostrukih lansera protuzračnog raketnog sustava S-300F (SA-N-6). Uz sustav su postavili i pripadajući radar. Azov je intenzivno rabljen za ispitivanje novog protuzračnog sustava kako bi ga se osposobilo za ugradnju u krstaš Kirov i krstarice klase Slava. Preživio je raspad sovjetske ratne mornarice i ušao je u novonastalu rusku ratnu mornaricu, te je operativno rabljen tijekom devedesetih godina. Tako je tijekom 1990. posjetio Grčku i Kubu, a tijekom 1991. Francusku i Rumunjsku. Iz flotne je liste ispisan tek 2000. godine.
Kobilica za razarač Petropavlovsk postavljena je 9. rujna 1973., a porinut je 22. studenog 1974. U operativnu je uporabu primljen 28. prosinca 1976. te je dodijeljen Pacifičkoj floti. U njoj je ostao do 1999. kad je prebačen u pričuvu. Nije poznato je li u međuvremenu otpisan, iako je potvrđeno da više nema operativne sposobnosti. Istog dana kad je porinut Petropavlovsk položena je kobilica za razarač Taškent koji je porinut 5. studenog 1975. U operativnu je uporabu primljen 21. prosinca 1977. i dodijeljen je Pacifičkoj floti. Iako izgrađen među zadnjim otpisan je već početkom devedesetih godina prošlog stoljeća te je već 1994. razrezan.
 Gradnja posljednjeg razarača klase Kara - Talin, počela je 5. studenog 1975. Porinut je točno godinu dana kasnije, te je u operativnu uporabu primljen 31. prosinca 1979. i dodijeljen je Pacifičkoj floti. Godine 1990. prebačen je u pričuvu te mu je ime promijenjeno u Vladivostok.

## Opis broda
Temeljeni na Projektu 1134 A Berkut-A razarači klase Kara izmijenjeni su kako bi se još bolje prilagodili ulozi oceanskih protupodmorničkih brodova. U odnosu na originalni projekt u Projektu 1134 A Berkut-A trup je produžen za 14,9 metara na 173,4 metara. Zbog boljeg stabiliteta širina trupa povećana je na 18,5 metara. Istodobno je gaz smanjen na 6,4 m. Koncepcijski gledano raspored oružja i elektroničke opreme ostao je gotovo istovjetan kao kod krstarica klase Kresta II. Tako je pramac iskorišten za postavljanje dvostrukog lansera PZO raketnog sustava 4K60 Štorm. Lanser istog sustava postavljen je i na krmeni dio broda. Zadržana su i dva fiksna četverostruka lansera za protupodmorničke projektile Metel (SS-N-14 Silex) zbog kojih je zakošena paluba ispod zapovjednog mosta kako bi se lanseri postavili pod odgovarajući kut.

Bitne su izmjene obavljene na središnjem dijelu broda jer je duži trup omogućio drukčiji raspored jarbola. Tako je niži jarbol postavljen odmah iza zapovjednog mosta, dok je veliki masivni središnji jarbol postavljen na sredinu broda. Dodatni prostor omogućio je da se dimnjak može postaviti iza središnjeg jarbola, a njegova konstrukcija više nije trebala nositi antene motrilačkih radara. Na krmi je ostavljen prostor za helikoptersku platformu i hangar. Da bi se helikopter smjestio u hangar trebalo ga je prvo spustiti dizalom, što je dodatno usložavalo operativno djelovanje. Zanimljivo je da je takvo rješenje zadržano i na kasnijim sovjetskim ratnim brodovima.
Produljenje trupa povećalo je istisninu na 6700 tona, te je puna istisnina povećana na 8825 tona. Takva znatna razlika u odnosu na krstarice klase Kresta II zahtijevala je izmjenu u pogonskom sustavu. Stoga je maknut parni pogonski sustav s četiri TV-12 bojlera te je umjesto njega ugrađen pogonski sustav COGAG s tri plinske turbine M-62/GTZA pojedinačne snage 12 000 KS koje su rabljene za krstareće brzine do 18 čvorova. Uz njih ugrađene su i 4 plinske turbine M8E/GTU-12A pojedinačne snage 80 000 KS namijene postizanju vršne brzine od 32 čvora (neki ruski izvori navode vršnu brzinu od 30 čvora). U brodske spremnike goriva moglo se staviti 1830 tona nafte što je bilo dovoljno za 3000 nautičkih milja (5400 km) pri konstatnoj brzini od 32 čvora, što je bio osjetni napredak u odnosu na krstarice klase Kresta II koje su pri istoj brzini mogle preploviti 600 nautičkih milja manje. Pri brzini krstarenja od 18 čvorova doplov razarača klase Kara bio je 6500 nautičkih milja (11 700 km) ili čak 800 nautičkih milja više nego kod krstarica klase Kresta II. Već ti podaci dokazuju da se pogon s plinskim turbinama pokazao daleko učinkovitijim nego stari parni pogon uporabljen na krstaricama klase Kresta II.

## Naoružanje

### Protupodmorničko
Raketni protupodmornički sustav Metel (SS-N-14 Silex) prvi je put uporabljen na krstaricama Kresta II, a i danas je u uporabi na razaračima klase Udaloy. Kako je već spomenuto projektili su smješteni u dva četverostruka lansera KTR-1134A koji nisu imali pričuvno punjenje. Iako je taj sustav u operativnu uporabu ušao još 1968. o njemu se i danas zna relativno malo. Zna se da su razvijena dva osnovna projektila. Jedan je 83R/UPRK-3 Metel namijenjen protupodmorničkoj borbi, dok je drugi 85RU/URK-5 Rastrub koji se može uporabiti i za protubrodsku borbu.

Projektil 83R/UPRK-3 Metel čine projektil nosač torpeda i vođeno torpedo. Projektil nosač konfiguracijski je vrlo sličan protubrodskom projektilu Termit (SS-N-2 Styx). Dugačak je 7,2 m i promjera tijela 57 cm. Maksimalni mu je domet 55 km. Jedina mu je namjena da u zonu djelovanja prebaci protupodmorničko vođeno torpedo AT-1. To torpedo, dugačko 4,7 m, ima bojnu glavu mase 90 kg. Maksimalna brzina mu je 28 čvorova i domet do 8 km. Može djelovati do dubine od 300 m. Kako se to torpedo ni brzinom ni dubinom djelovanja nije moglo nositi s najsuvremenijim podmornicama na nuklearni pogon razvijen je projektil 84R/UPRK-4 koji se od prijašnjeg razlikuje samo po uporabi suvremenijeg torpeda AT-2. To torpedo ima bojnu glavu mase 100 kg, maksimalnu brzinu od 40 čvorova te može djelovati do dubine od 400 m. Maksimalni domet mu je 8 km, koji se, u kombinaciji s maksimalnim dometom projektila od 55 km, smatra dostatnim.

Projektili 83R i 84R mogu se rabiti samo u protupodmorničkim zadaćama. Kako bi se brodovima opremljenim tim sustavom dala barem teoretska mogućnost protubrodske borbe razvijen je projektil 85RU/URK-5 Rastrub. Zadržana je dužina tijela od 7,2 m, ali je promjer povećan na 1,35 m. Domet je smanjen na 50 km. U vrh projektila postavljena je probojno-razarajuća bojna glava mase 185 kg namijenjena uništavanju brodova. Novi je projektil dobio torpedo UGMT-1 koje ima bojnu glavu mase 60 kg. Dugačak je 3,9 m i promjera 41 cm. Opremljen je, kao i njegovi prethodnici, aktivno-pasivnim sonarom. Maksimalna brzina mu je 40 čvorova i može djelovati do dubine od 500 m. Domet mu je 8 km. Navodno su dio projektila opremili nuklearnim bojnim glavama snage 25 KT. Ako je to bilo i istina danas su ti projektili sigurno maknuti s brodova.
Kako su razarači klase Kara bili namijenjene protupodmorničkoj borbi dobili su adekvatnu elektroničku opremu koja se sastojala od čak tri sonara. Glavni je bio sonar MG-332 Titan-2T ugrađen u pramcu. Taj aktivni sonar, koji je radio na niskim i srednjim frekvencijama, bio je namijenjen za otkrivanje podmornica i navođenje vođenih torpeda na njih. Drugi je bio tegljeni sonar MG-325 Vega namijenjen otkrivanju podmornica na velikim udaljenostima, smješten ispod helikopterske platforme. Razarači klase Kara bili su prvi sovjetski ratni brodovi koji su serijski opremljeni tegljenim sonarima. Treći je sonar bio MG-26, a u stručnim se izvorima navodi kao komunikacijski. Za otkrivanje i napade na podmornice na još većim udaljenostima mogao se uporabiti helikopter Ka-25. Kako su Ka-25 namijenili i za protupodmorničku borbu i za otkrivanje brodova i navođenje protubrodskih projektila na njih, opremili su ga i radarom i uranjajućim sonarom, te sonarnim plutačama. Za protupodmorničku borbu mogli su ga naoružati dubinskim bombama ili lakim vođenim torpedima kao što je APSET-95. To je torpedo namijenjeno borbi protiv podmornica na dubinama između 2 i 400 m. Električni pogon omogućava mu maksimalnu brzinu od 40 čvorova, te domet do 20 km. Dugačko je 3,845 m i ima promjer tijela 400 mm. Masa mu je 720 kg, od čega na bojnu glavu otpada 60 kg. Početkom osamdesetih godina prošlog stoljeća Ka-25 je zamijenjen naprednijim Ka-27.
Za blisku protupodmorničku borbu razarači klase Kara dobili su dva peterostruka torpedna aparata PTA-53-1134 kalibra 533 mm. Iz tih torpednih aparata moglo se ispaljivati tada najsuvremenije sovjetsko protupodmorničko torpedo SET-65 Jenot-2, koja su u operativnu uporabu ušla 1965. godine. S vremenom je Sovjetski Savez razvio još suvremenija torpeda koja su se mogla ispaljivati s razarača klase Kara. Jedno od njih je torpedo UGST s aktivno/pasivnim sustavom vođenja koji je u uporabu ušao početkom devedesetih godina prošlog stoljeća i trenutačno je najmodernije protupodmorničko torpedo ruske mornarice namijenjeno uporabi s ratnih brodova.
Za protupodmorničku borbu i obranu od torpeda na pramcu su postavljena dva dvanaestocijevna lansera raketa RBU 6000 maksimalnog dometa 6000 metara. Za RBU-6000 razvijeni su projektili 90R s pasivnim samonavođenjem na cilj s dosegom otkrivanja 130 m. Kako je masa projektila 90R 112,5 kg razvijen je automatski punjač. Ti projektili mogu djelovati protiv podmornica sve do dubine od 1000 m. Još dva lansera raketa RBU 1000 sa šest cijevi postavljeni su na krmu, na svaki bok po jedan. Njihov je maksimalni domet bio 1000 m, a projektili su imali bojnu glavu mase 55 kg.

### PZO raketni sustav
PZO raketni sustav 4K60 Štorm prvi je put viđen na protupodmorničkim krstaricama klase Moskva, da bi se ubrzo pojavio i na razaračima klase Kara. To je jedini PZO raketni sustav koji je u Sovjetskom Savezu razvijen isključivo za uporabu s ratnih brodova. Razvoj je započeo početkom šezdesetih godina prošlog stoljeća i išao je vrlo brzo. Kako je od početka projektiranja bio namijenjen isključivo za brodove dobio je i sekundarnu mogućnost gađanja brodova. Projektiran kao zamjena za PZO raketni sustav Volga-M (SA-N-1) zadržao je neke sličnosti.

Projektil je mogao djelovati u dometu od minimalno 3 do maksimalno 30 kilometara i u visinskom rasponu od 100 do 25 000 metara. Naknadno je razvijen projektil 4K65 koji je u osnovi identičan projektilu 4K60, osim što je dobio snažniji raketni motor. Zahvaljujući njemu domet je povećan na 55 km. Za navođenje na ciljeve služio je radarski sustav Grom (Head Lights) koji se sastojao od dvije okrugle antene promjera 4 m smještene jedna pored druge i dvije okrugle antene promjera 1,8 m smještene iznad njih. Još jedna mala okrugla antena smještena je između dvije velike. Cijeli se sustav pokretao po horinzotali i vertikali. Maksimalni domet bio mu je 60 km i mogao je pratiti ciljeve u rasponu visine od 100 do 25 000 metara. Na razaračima klase Kara uz svaki je lanser postavljen po jedan sustav Grom, jedan malo iza zapovjednog mosta, a drugi na mali jarbol iza dimnjaka.

Na razaračima klase Kara zadaća otkrivanja ciljeva na vrlo velikim udaljenostima dodijeljena je radaru MR-600 (Top Sail) čija je golema antena postavljena na vrh središnjeg jarbola. Taj je 3D radar mogao otkrivati ciljeve veličine lovca na udaljenostima većim od 550 km. Razarač Kerč naknadno je opremljen radarom MR-700 (Flat Screen). Tim radarom trebali su opremiti i ostale razarače klase Kara, ali njihovo prerano izbacivanje iz operativne uporabe to je onemogućilo. Maksimalni domet motrenja ovog 3D radara je 300 km.
Kao dopunsko/pričuvni radarski sustav za otkrivanje ciljeva u zraku i na površini mora rabio se radar MR-310U Angara-M (Head Net C), čije su dvije antene smještene na vrh manjeg jarbola smještenog neposredno iza zapovjednog mosta. Taj je radar dobiven spajanjem dvije antene radara Angara, od kojih je jedna ostavljena u vodoravnom položaju dok je druga pomaknuta za 300 po vertikali. Radar je mogao otkrivati ciljeve veličine bombardera na velikim visinama na udaljenosti od otprilike 112 km. Radar se mogao rabiti i za otkrivanje ciljeva na površini mora.
Za blisku protuzračnu obranu razarači klase Kara dobili su dva lansera PZO raketnog sustava Osa-M (SA-N-4 Gecko). Po jedan lanser postavili su na svaki bok na sredini broda. 

### Topničko naoružanje
Razarači klase Kara dobili su dva topa AK-726 kalibra 76,2 mm. Topnički sustav AK-726 nastao je kao zamjena za zastarjele topničke sustave manjeg kalibra. Cijevi tog topa hlađene su tako da se u stankama između ispaljenja granata u cijevi ubrizgavala voda. Da bi se na taj način ohladila cijev trebalo je oko dvije do tri minute. Brzina paljbe bila je 45 granata u minuti po cijevi. Maksimalni učinkoviti domet je 15 700 metara protiv ciljeva na moru i kopnu. Maksimalna visina djelovanja bila mu je 11 000 m. Cijela kupola težila je 25,24 tone, te se taj top mogao ugraditi samo na veće ratne brodove. Kako bi mogla gađati i vrlo brze ciljeve opremili su je hidrauličkim sustavom pokretanja koji je omogućavao pokretljivost kupole od 30 stupnjeva u sekundi po visini i 35 stupnjeva u sekundi po smjeru. U slučaju otkaza hidraulike kupola se mogla pomicati i ručno. Elevacija cijevi kretala se između + 85 do - 10 stupnjeva. Kupola se mogla okretati do 164 stupnjeva po smjeru. 
Upravljanje sustavom AK-726 bilo je potpuno automatizirano preko Fut-B ciljničkog sustava. Podatke o cilju osigurava MR-105 radar. Ciljnički je sustav osiguravao automatsko navođenje topova protiv ciljeva u zraku koji su letjeli brzinama između 350 i 650 metara u sekundi i na visinama od 500 do 6000 metara.

Kako se i taj topnički sustav pokazao neučinkovit protiv protubrodskih projektila razarači klase Kara dobili su topnički sustav AK-630 namijenjen bliskoj proturaketnoj obrani brodova. Po dvije kupole smještene su na svaki brod na sredini broda ispod dimnjaka. Svaka je imala jedan topm sa šest rotirajućih cijevi brzine paljbe do 5000 granata u minuti. Učinkovit domet mu je do udaljenosti od 4000 m. Za usmjeravanje njihove paljbe prema ciljevima na krstarice su postavili dva ciljnička sustava A-213 Vimpel-A (NATO oznaka Bass Tilt). Oni su opremljeni radarom, te televizijskim i termovizijskim sustavom otkrivanja i praćenja ciljeva. Sustav može otkriti i pratiti ciljeve u zraku do udaljenosti od 4000 m i ciljeve na površini mora do 5000 m. Optički sustav može otkriti veći ratni brod na udaljenosti od čak 75 km.

## Zaključak
Iako razvijeni na osnovama klase Kresta II razarači klase Kara bili su znatni korak naprijed. Da nije došlo do raspada Sovjetskog Saveza i danas bi bili u operativnoj uporabi, vjerojatno opremljeni radarima MR-700 i protuzračnim raketnim sustavom For-M. Umjesto toga završili su u mornaričkoj povijesti.